# Diógenes Hequet
Juan Bautista Diógenes Hequet o Hecquet (Montevideo, 26 de septiembre de 1866 - ibíd. 28 de agosto de 1902) fue un pintor, dibujante, caricaturista y docente uruguayo.

## Biografía

### Primeros años

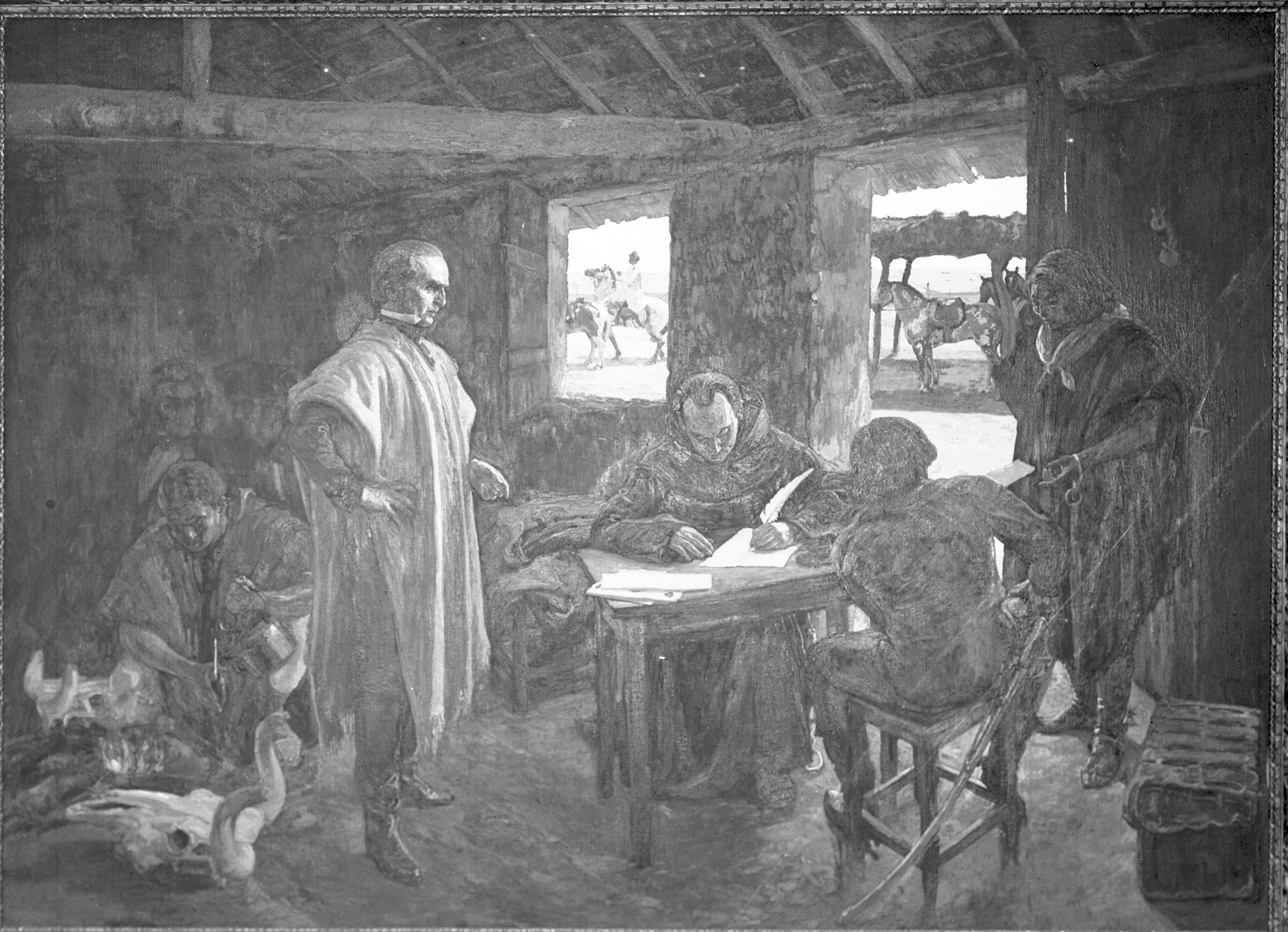
Ilustración de Hequet que muestra a Artigas dictando a su secretario José Monterroso las Instrucciones del año XIII.

Sus primeros estudios los realizó en el taller de su padre, el litógrafo francés José Adolfo Hequet. En 1886 viaja a París con la finalidad de perfeccionar su técnica de grabado con el profesor Louis Tauzin. Dos años más tarde ingresó en la escuela de Bellas Artes del Distrito 14 de París que era dirigida por Trupheme, y se interesó por las pinturas de tópicos militares a la vez que fue influenciado por el movimiento artístico donde tenían relevancia artistas como Meissonier, Neuville o Detaille. En esta escuela estudió dibujo y logró obtener premios por su trabajo.

### Regreso a Montevideo

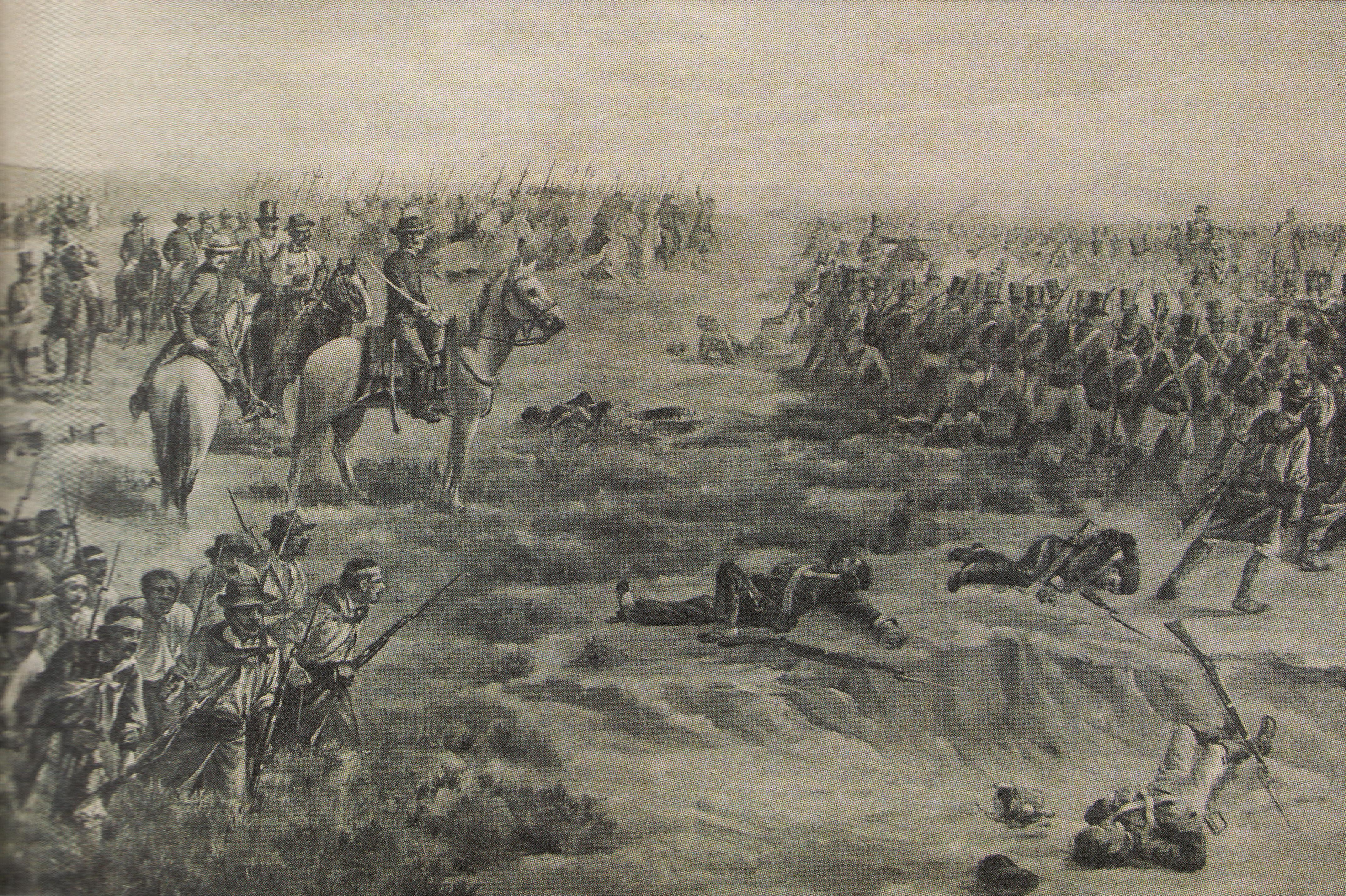
Boceto de Hequet que muestra una escena de la Batalla de Las Piedras (1811).

A su regreso a Montevideo, desarrolló intensamente obras del género histórico. Dentro de estas se destacó su serie «Episodios Nacionales» en las que relató en distintos cuadros los principales eventos de la historia de Uruguay. Dentro de estos «Episodios Nacionales» se encuentran El grito de Asencio, Artigas en la Calera de las Huérfanas, Combate de San José y Batalla de Las Piedras, entre otros. Realizó también obras de tipo nativista con una serie pequeña de paisajes criollos y también  escenas contemporáneas, entre las que se cuenta Pesca de aficionados.
Además de su labor artística, Hequet se desempeñó como docente, e integró la cátedra de dibujo en la Sección Preparatoria de la Universidad, y de ornato en la Facultad de Matemáticas, cargo que ocupó hasta el día de su muerte.

## Estilo

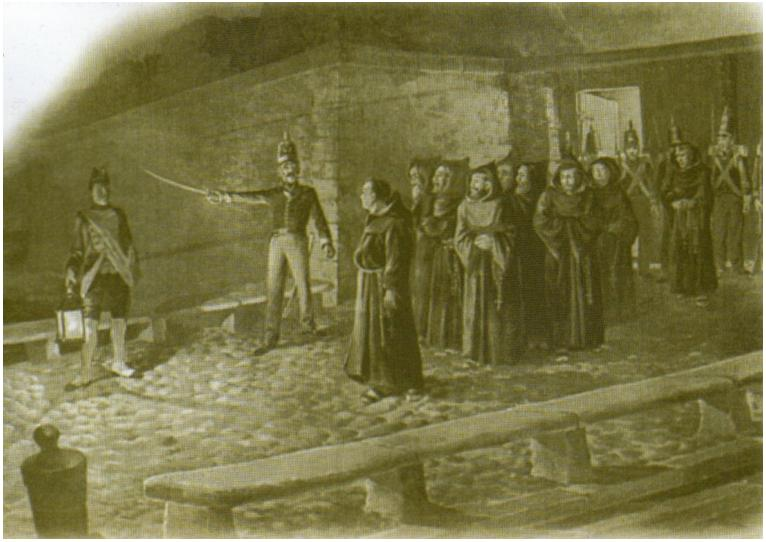
Ilustración de Hequet titulada ¡Váyanse con sus amigos los gauchos! (expulsión de los franciscanos de Montevideo, entre los que se encontraba José Benito Lamas).

A diferencia de Juan Manuel Blanes quien seguía la línea de la escuela italiana, las obras de matriz histórica y nativista de Hequet mantuvieron la estilística académica francesa. Además de su obra como dibujante y pintor, plasmó su capacidad como caricaturista en distintas revistas y diarios de la época.